# Різдвяни (Тернопільський район)

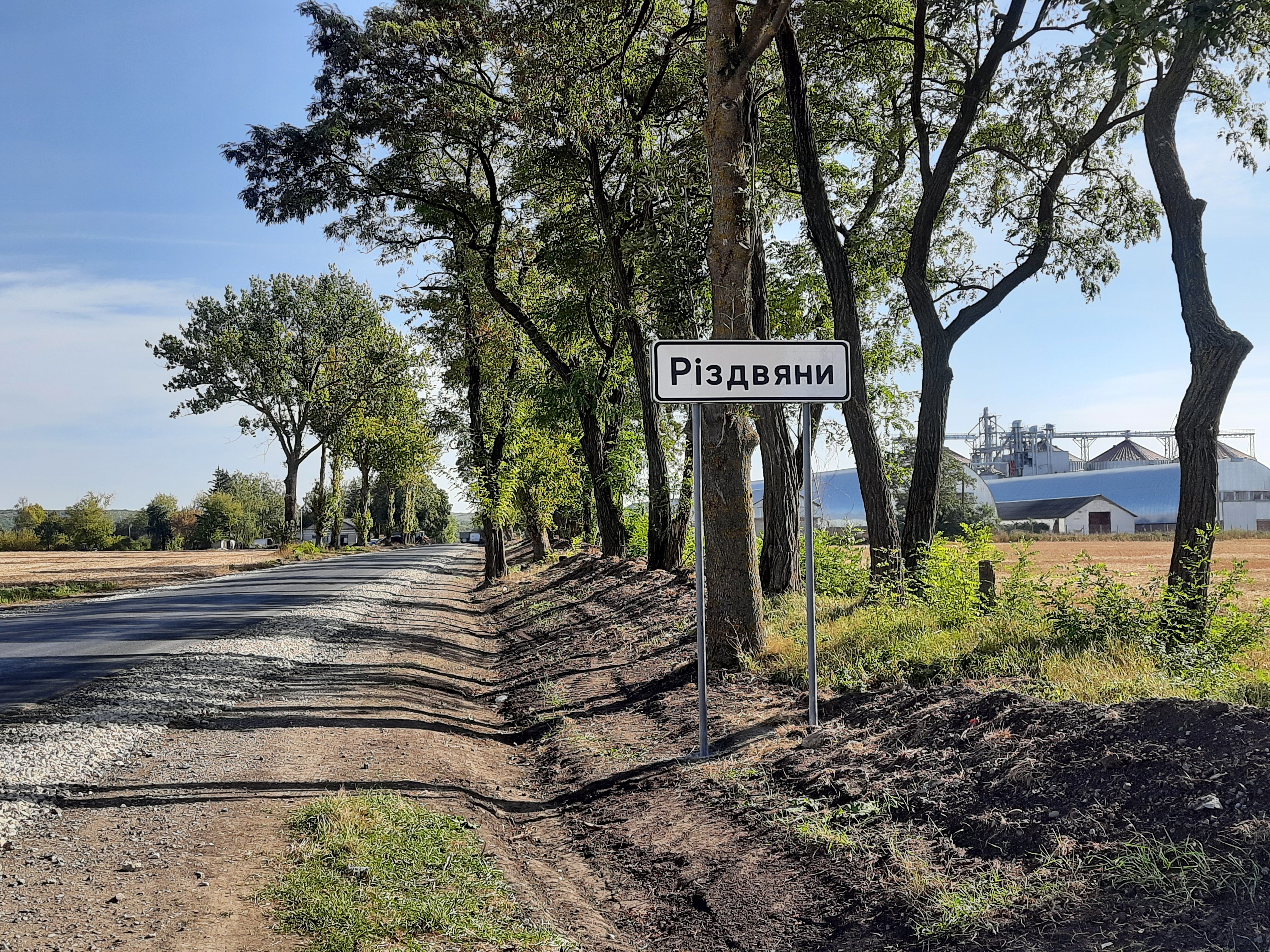
Дорожній знак при в'їзді в село

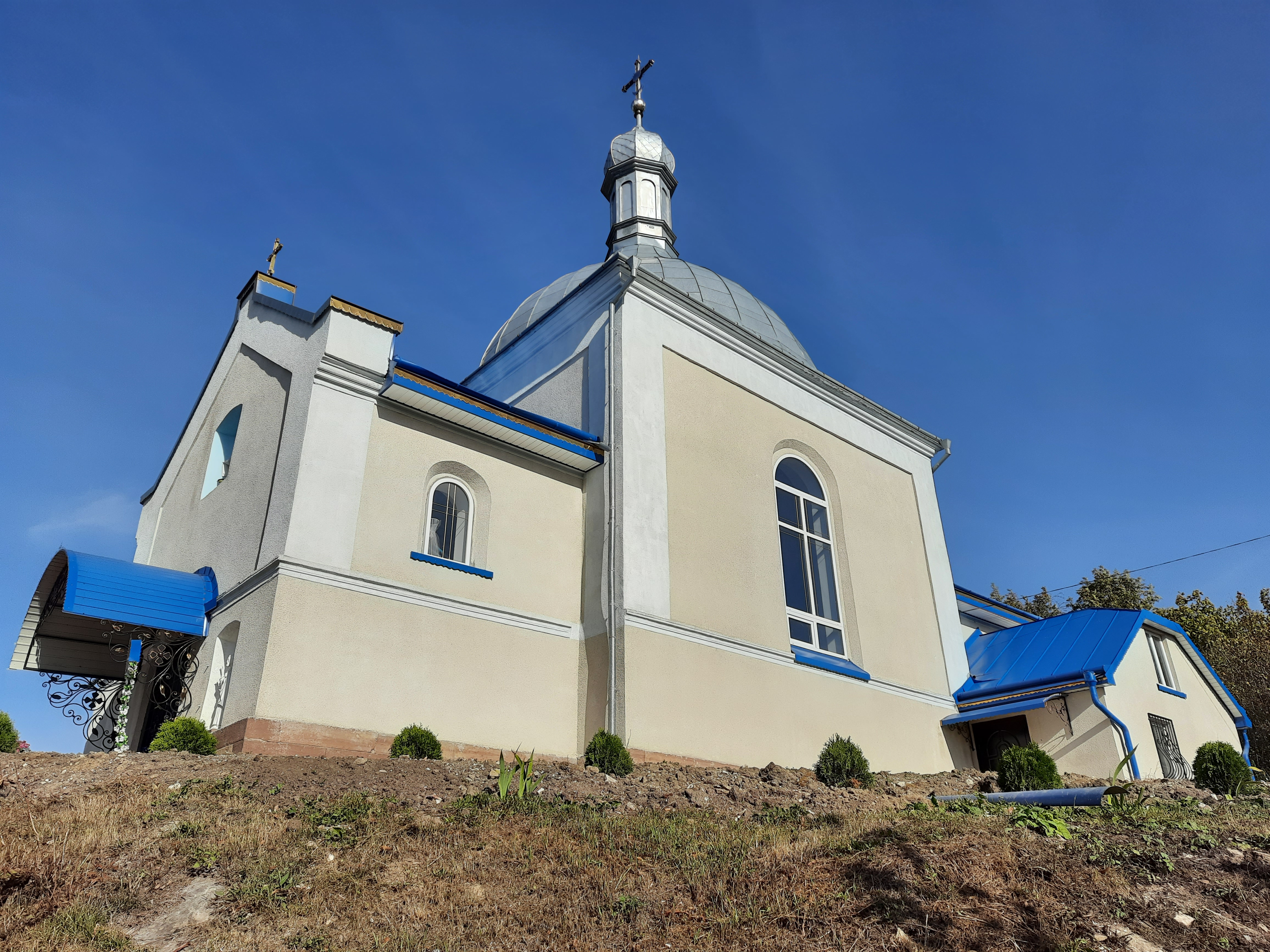
Церква Покрови Пресвятої Богородиці (1887, ПЦУ)

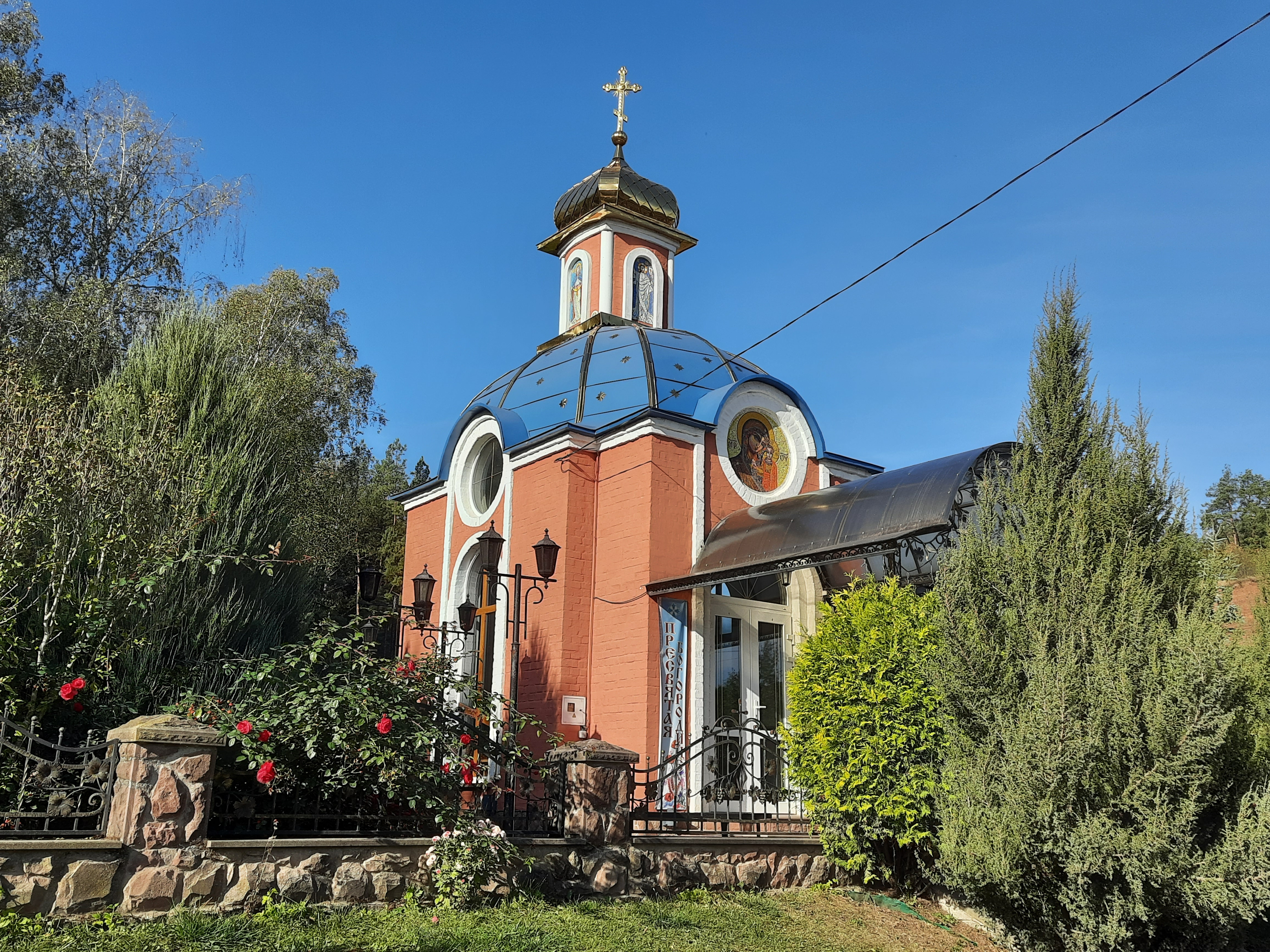
Каплиця

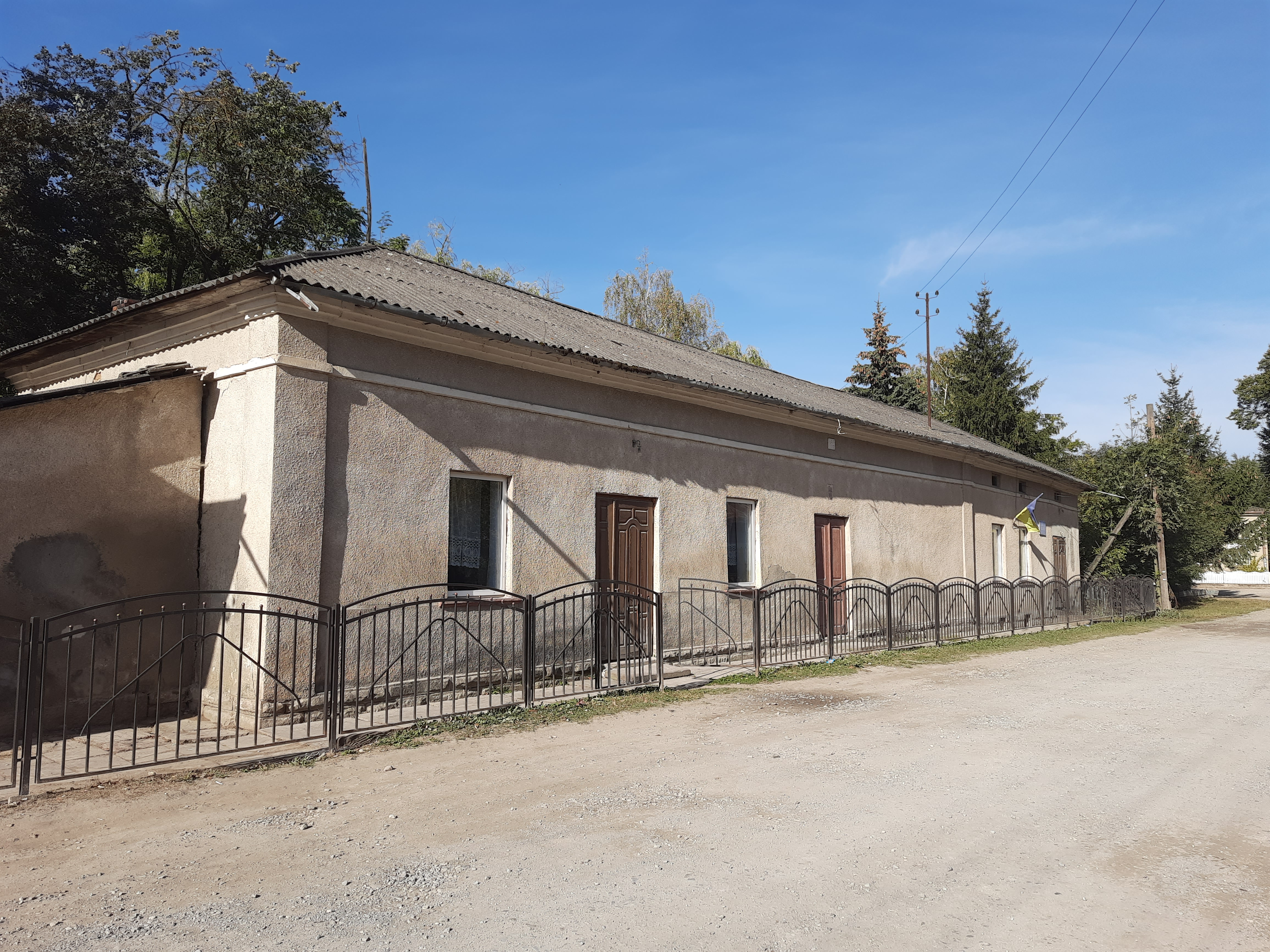
Клуб

Різдвя́ни (у 1965–1991 — Світанок) — село в Україні, у Микулинецькій селищній громаді Тернопільського району Тернопільської області. Адміністративний центр колишньої Різдвянської сільської ради, якій було підпорядковано с. Зубів.

## Географія
Розташоване між двома горбами на берегах р. Тюха (басейн Дністра), за 7 км від міста Теребовлі і 5 км від найближчої залізничної станції Микулинці–Струсів. Географічні координати: 49° 19’ північної широти 25° 37’ східної довготи. Територія — 2,83 кв. км. Дворів — 210.

## Топоніміка
Назва села утворена від катойконіма різдвяни, тобто «прихожани церкви Різдва Христового або Різдва Пресвятої Богородиці».
У 1964—1992 роках село називалося Світанок.

## Історія
Перша письмова згадка — 1410 р.

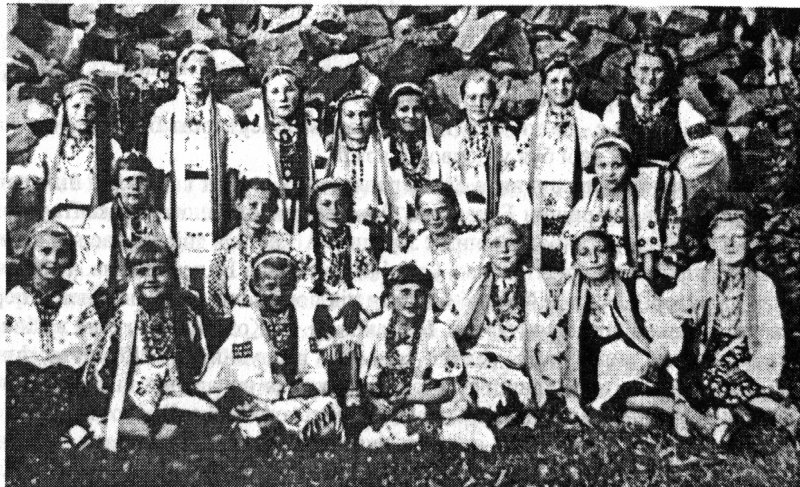
Гурток дівчат доросту при читальні «Просвіта»

1880 р. в селі проживало 1187 осіб; велика земельна власність належала Володимирові Баворовському; функціонувала початкова школа. 1902 р. велика земельна власність належала Йозефові Голуховському.
У 1907 р. збудувано читальню «Просвіти», при ній діяли драматичний і хоровий гуртки, бібліотека; в читальні була зала зі сценою для вистав. Діяли філії товариств «Січ», «Сільський господар» та інших. Під час канікул студенти з Тернопільської гімназії пожвавлювали культурно-освітню працю в читальні, влаштовували цікаві святкування, зібрання, віча. Польській владі не подобалося зростання українських молодіжних організацій, тому в 1931 р. вона заборонила їх діяльність.
В УСС воювали Микола Гардецький, Олекса Заблоцький, Микола Кухарський, Іван Миськів, Степан Петрикевич, Іван Сірий, Юрій Скоренький. В УГА — Василь Бейгер, Григорій Дембіцький, Теодор Кобильник, Петро Цісик; майже всі вони були активними членами товариства «Просвіта», Повітового союзу кооператив. Михайло Костюк (нар. 1896) був інтернований у таборі в Йозефові (Чехословаччина).
У 1919–1920 рр. село захопила епідемія тифу. 1921 р. в Різдвянах заснували кооперативу, де, крім споживчих товарів, продавали вироби промисловців.
Від вересня 1939 р. Різдвяни — під радянською владою. 6 липня 1941 р. до 24 березня 1944 р. село — під нацистською окупацією. 2 січня 1944 р. німецькі війська за доносом поляків оточили села Бернадівка, Варваринці, Різдвяни і Струсів (усі — Тернопільського району), зігнали до струсівської читальні «Просвіти» близько 600 осіб, із них 25 українців розстріляли (у т. ч. 9 мешканців Різдвян; 8 — із політичних мотивів, П. Гарасимовича — за переховування єврейки з дитиною). Із мобілізованих на фронти німецько-радянської війни загинули 23 особи, 25 пропали безвісти, подальша доля 1 особи невідома.
Мешканці вулиці Спортивної понад 1,5 року добивалися від сільської ради перейменування вулиці на Героїв Небесної сотні.
12 червня 2020 року, відповідно до розпорядження Кабінету Міністрів України № 724-р «Про визначення адміністративних центрів та затвердження територій територіальних громад Тернопільської області» увійшло до складу  Микулинецької селищної громади.
19 липня 2020 року, в результаті адміністративно-територіальної реформи та ліквідації Теребовлянського району, село увійшло до складу Тернопільського району.

## Політика

### Парламентські вибори, 2019
На позачергових парламентських виборах 2019 року у селі функціонувала окрема виборча дільниця № 610863, розташована у приміщенні клубу.
Результати
- зареєстровано 399 виборців, явка 55,14%, найбільше голосів віддано за «Слугу народу» — 32,88%, за Радикальну партію Олега Ляшка — 10,96%, за «Європейську Солідарність» — 10,05%.[6] В одномандатному окрузі найбільше голосів отримав Роман Василіцький (Об'єднання «Самопоміч») — 36,62%, за Ігоря Сопеля (Слуга народу) — 12,68%, за Аллу Стечишин (самовисування) — 11,27%[7].

## Релігія
- церква Покрови Пресвятої Богородиці (1887, відновлена 2008, ПЦУ);

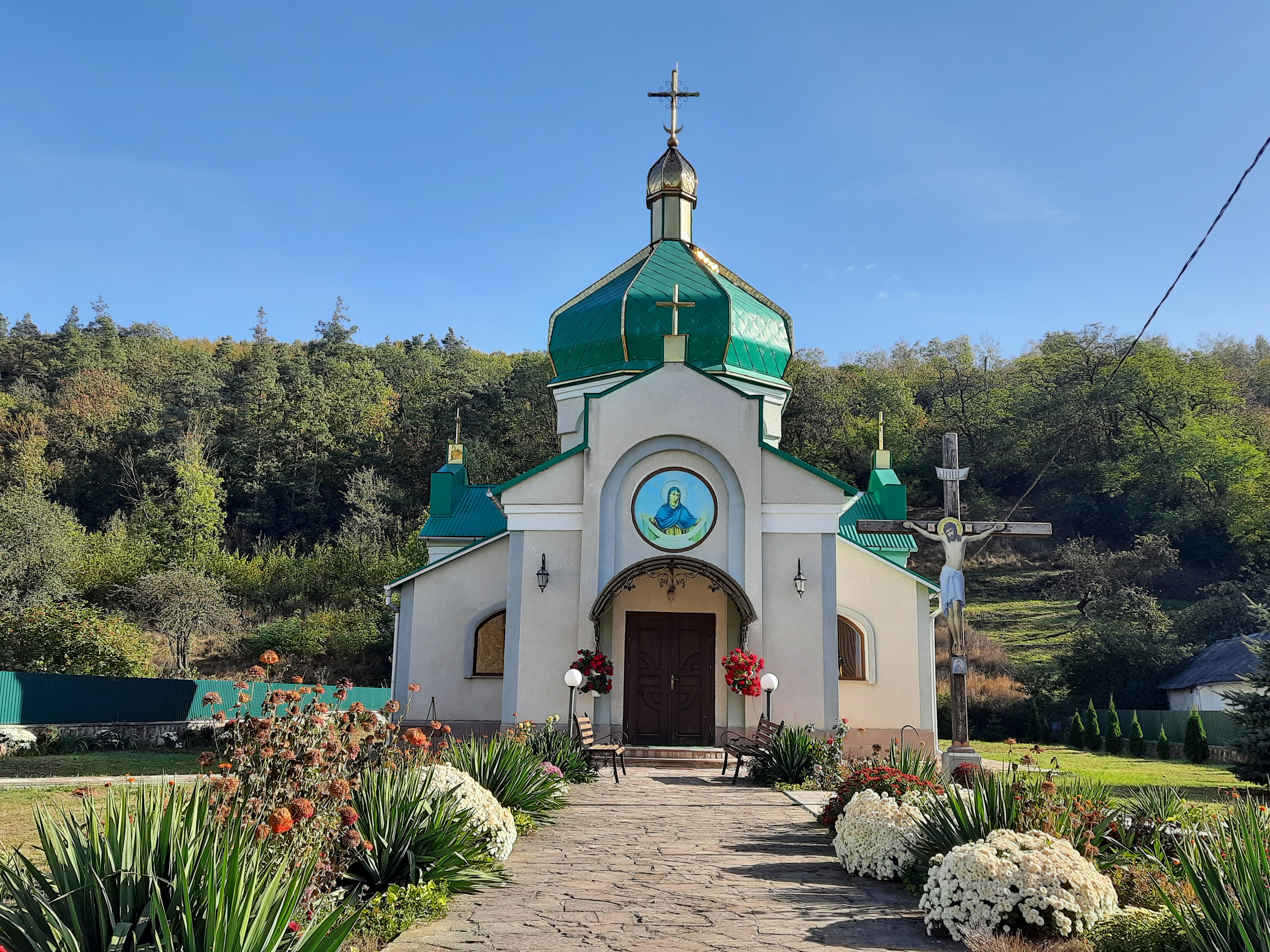
Церква Покрови Пресвятої Богородиці (2010, УГКЦ)

- церква Покрови Пресвятої Богородиці (2010, УГКЦ)Церква Покрови Пресвятої Богородиці (2010, УГКЦ)

## Символіка

### Герб
Затверджений рішенням сесії сільської ради. Автор — А. Гречило.
У синьому полі золота 8-променева зірка, під нею три такі ж корони, дві над одною. Щит обрамований декоративним картушем i увінчаний золотою сільською короною.

## Пам'ятники
- споруджено пам'ятники воїнам-односельцям, полеглим у німецько-радянській війні (1982, архітектор Іван Осадчук), УСС (1991 р.), Тарасові Шевченку (1992, архітектор Тадей Гондович), муровану символічну могилу з плитою у вигляді тризуба Борцям за волю України (2005);
- є три хрести: на честь скасування панщини (відновлено 1992), до 3-ї річниці Незалежності України (1994), на честь 2000-річчя Різдва Христового (2000), «фіґура» Матері Божої (1993).

## Соціальна сфера
Після другого приходу радянської влади почалася нова хвиля масових арештів «ворогів народу»; через спротив організації колгоспу селян родинами вивозили до Сибіру. 1949 р. був примусово організований колгосп. Нині селянські паї орендують Агрофірма «Дружба» і «Теркон-Агро».
Працюють загальноосвітня школа I–II ступенів, дитячий садок «Сонечко», клуб, бібліотека, фельдшерський пункт, два торгових заклади.

## Населення
| Чисельність населення, осіб | Чисельність населення, осіб |      |
| 1880                        | 2007                        | 2014 |
| --------------------------- | --------------------------- | ---- |
| 1187                        | 603                         | 535  |

Мікротопоніми
- поле Кальна Долина[9].

Поширені прізвища
Бейгер, Борис, Ворона, Гарасимович, Господарець, Китайгородський, Концур, Липницький, Мацейко, Новосад, Сірий, Скоренький, Скорницький, Фенц, Цісик, Войтович.
У метричних книгах XVIII-ХІХ ст. фігурують також прізвища: Бойко, Великанович, Возний, Волович, Гайдаш, Гречило, Древницький, Камінський, Кардаш, Карпів, Крих, Матвіїшин, Мельник, Миськів та інші.

## Відомі люди
Народилися
- Романець Руслан Володимирович (1995—2022) — солдат Збройних сил України, учасник російсько-української війни.
- Володимир Руснак (нар. 1946) — комбайнер, громадський діяч.

Працювали
- Дмитро Великанович (1886–1940) — педагог, громадсько-політичний діяч, посол до австрійського парламенту.
- Сергій Ємельянчук - Заслужений лікар Украіни (1995 завідувач Фельдшерсько-акушерського пункту с.Різдвяни)

Проживали
- Юрій Мелимука (1932–2013) — господарник, громадський діяч.